# 690 a.C.

## Eventos
- Início do reinado de Taraca, faraó da XXV dinastia egípcia

## Nascimentos
- Assurbanípal
- Psamético I

## Mortes
- Xabataca